# Include
| ウィキペディアには「Include」という見出しの百科事典記事はありません（タイトルに「Include」を含むページの一覧/「Include」で始まるページの一覧）。 代わりにウィクショナリーのページ「include」が役に立つかもしれません。 |